# Odette Drand
Odette Drand-Heymann, née le 11 mars 1927 à Laxou et morte le 6 janvier 2019 à Nancy, est une fleurettiste française.

## Carrière
Elle est médaillée d'or de fleuret par équipe aux Championnats du monde en 1950 à Monaco et en 1951 à Stockholm, ainsi que médaillée d'argent par équipe en 1952 à Copenhague. Elle est éliminée en quarts de finale de l'épreuve individuelle de fleuret des Jeux olympiques d'été de 1952 à Helsinki.